# کاکولی

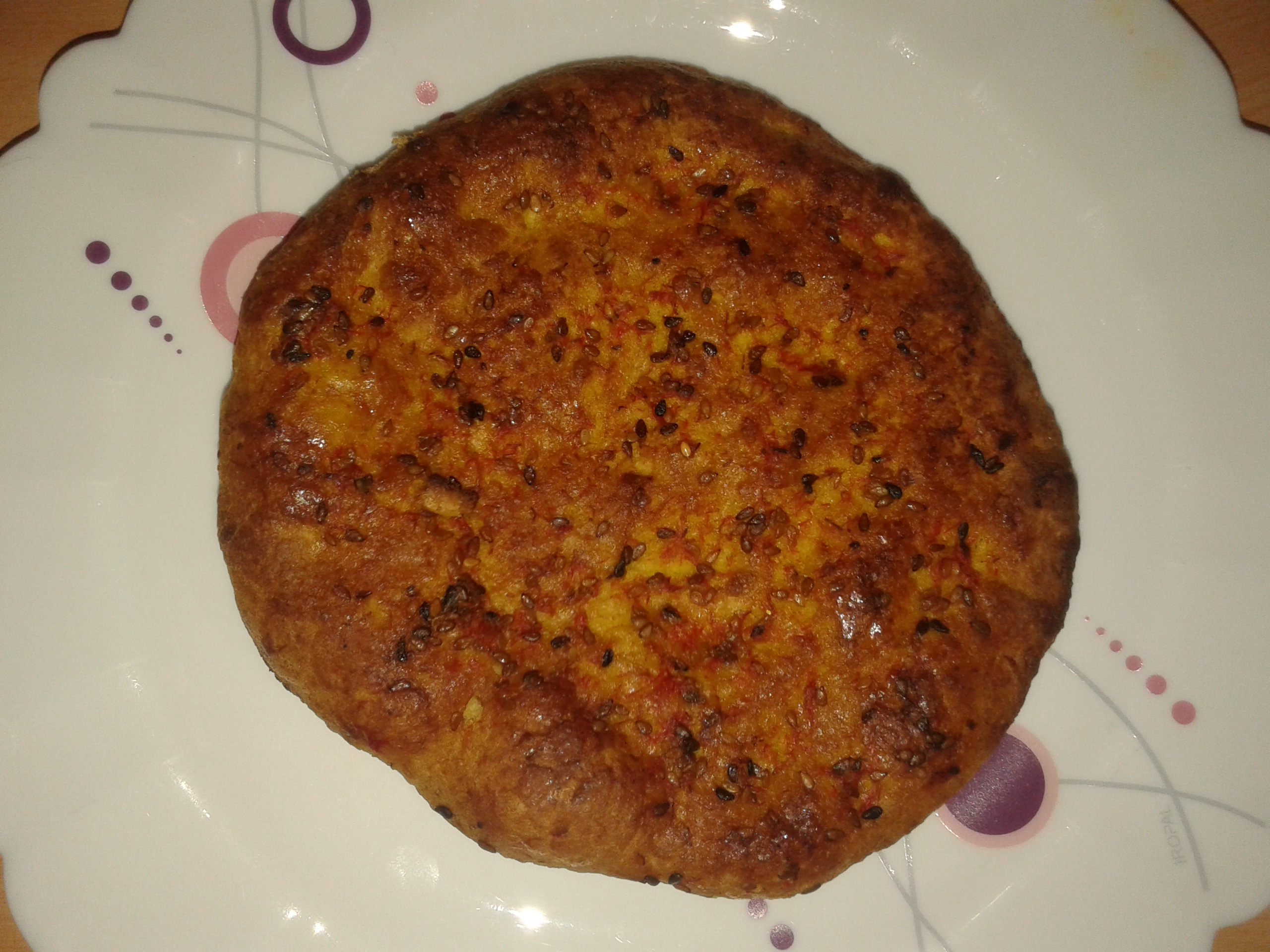
کاکولی

کاکولی،(یا کُپچی در بروجن و فتیر در بن (چهارمحال و بختیاری)) یک نوع نان محلی است که در استان چهارمحال و بختیاری پخته می‌شود.

## مواد تشکیل دهنده
خمیر این نان از شیر، آرد، و خشکبار (گردو، کشمش، بادام) تشکیل شده و برای پخت بر روی این نان زرده تخم مرغ، گلرنگ، زعفران ، زیره‌‌ و ماست زده می‌شود و در تنور پخت می‌شود. 
 این نان در مناسبت‌های مختلف در شهرها و نواحی مختلف استان چهارمحال و بختیاری پخته می‌شود که یکی از آن‌ها برخی شب‌های ماه رمضان است. همچنین این نان از سوغاتی‌های این استان محسوب می‌شود.

پخت نان کاکولی قدمتی دیرینه دارد. شکل ظاهری این نوع نان همچون نان جو قدیمی است، با این تفاوت که کاکولی، شیرین‌مزه می‌باشد و به آن خشکبارهایی مانند مغز گردو و بادام، و گل رنگ اضافه می‌کنند.

## ماندگاری
ماندگاری از مهمترین ویژگی‌های این نان است؛ به گونه‌ای که تا یک هفته دوام خواهد داشت.